# Copiapoa longistaminea
Copiapoa longistaminea ist eine Pflanzenart aus der Gattung Copiapoa in der Familie der Kakteengewächse (Cactaceae). Das Artepitheton longistaminea leitet sich von den lateinischen Worten longus für ‚lang‘ sowie stamineus für ‚Faden‘ ab und verweist auf die langen Staubfäden der Art.

## Beschreibung
Copiapoa longistaminea wächst stark verzweigend und bildet dabei dichte Gruppen von einem Meter Durchmesser aus. Die kugeligen bis kurz zylindrischen Triebe sind graugrün. Sie messen 7 bis 15 Zentimetern im Durchmesser und sind im Scheitel mit orangefarbener Wolle besetzt. Die 15 bis 21 Rippen sind eingekerbt und in niedrige Höcker aufgelöst. Die Areolen sind mehr oder weniger orangefarben. Die geraden, steifen Dornen sind dunkelrot bis schwärzlich gefärbt. Im Alter vergrauen sie. Sie werden ein bis drei Zentimeter lang. Ein Mitteldorn ist vorhanden, kann aber auch gänzlich fehlen. Die vier bis sechs Randdornen sind oft vom Mitteldorn kaum zu unterscheiden.
Die leuchtend gelben Blüten sind 2,2 bis 2,5 Zentimeter lang. Die Früchte sind hellgrün und bis zu ein Zentimeter lang.

## Verbreitung, Systematik und Gefährdung
Copiapoa longistaminea ist in Chile in der Región de Antofagasta in der Nähe von La Esmeralda verbreitet.
Die Erstbeschreibung erfolgte 1963 durch Friedrich Ritter. Nomenklatorische Synonyme sind Copiapoa cinerea var. longistaminea (F.Ritter) Slaba (1997), Copiapoa cinerea subsp. longistaminea (F.Ritter) Meregalli (1992, nom. inval.  ICBN-Artikel 34.1) und Copiapoa calderana subsp. longistaminea (F.Ritter) N.P.Taylor (1998).
Es werden folgende Unterarten unterschieden:
- Copiapoa longistaminea subsp. imperialis Piombetti
- Copiapoa longistaminea subsp. longistaminea

In der Roten Liste gefährdeter Arten der IUCN wird die Art als „Least Concern (LC)“, d. h. als nicht gefährdet geführt.

## Nachweise